# Vijftig Bunder
De Vijftig Bunder is een natuurgebied dat in beheer is van Natuurmonumenten. Het natuurgebied van 75 hectare ligt ten westen van Midlaren tussen de Hondsrug en de Drentsche Aa. Het natuurgebied valt onder het Drentsche Aa-gebied, een Natura 2000-gebied. De naam verwijst naar de geschatte grootte: 50 bunder, oorspronkelijk ruim 65 ha.
Het natuurgebied is een heideveld met daaromheen stukken bos. Via een smalle strook bos is de Vijftig Bunder verbonden met het Noordlaarderbos. In het gebied zijn veel verschillende dieren te vinden zoals de Schotse Hooglander, maar ook verschillende vogelsoorten. Het gebied is te bekijken vanaf de fietspaden die langs het gebied lopen of smalle wandelpaden dwars over het heideveld, daarnaast zijn er rond het gebied een aantal campings gesitueerd. In het gebied zijn evenals in het noordelijker gelegen Groningse Noordlaarderbos karrensporen uit de Middeleeuwen te vinden en 7000 jaar oude grafheuvels. Ook is er een tankgracht te vinden uit de Tweede Wereldoorlog.
Het gebied vormde voor de aankoop deels onderdeel van een bosgebied dat vanaf 1880 door de Groninger tabaksfabrikant Gerhard David Birnie was aangeplant. Rond 1930 was het gebied in beeld als mogelijke locatie voor een luchthaven in het noorden, maar uiteindelijk werd dit bij Eelde aangelegd. In de jaren 1930 werd het gebied ingericht als kampeerterrein. In 1966 kocht Natuurmonumenten het grootste deel van het terrein. In 1968 werd overeengekomen met de resterende huisjesbezitters op het zuidelijke deel van het terrein dat ze er nog 10 jaar gebruik van mochten maken. Vervolgens werd ook dit deel van het terrein natuurgebied.
Aan noordzijde van de Vijftig Bunder werd in 1874 een schietterrein met twee schietbanen en een kogelvanger aangelegd in opdracht van het het Departement van Oorlog voor het garnizoen Groningen. In 1939 werd het terrein uitgebreid en werd daarom de Tolhuisweg ernaartoe beklinkerd. Na de sluiting van het schietterrein in 1972 waren er plannen om het schietterrein voor de Rijkspolitie te gebruiken, maar er werd geen hinderwetvergunning verstrekt omdat de baan niet meer aan de eisen van die tijd voldeed en de Drentse autoriteiten al langer hadden aangedrongen op het stopzetten van het schietterrein. Zij wilde het gebied inrichten voor natuur en recreatie. Daarop kon Natuurmonumenten dit terrein in 1976 ook kopen. Alle opstallen werden daarop gesloopt. Alleen de kogelvanger en een fundament van een loods herinneren nog aan de militaire geschiedenis van dit gebied.

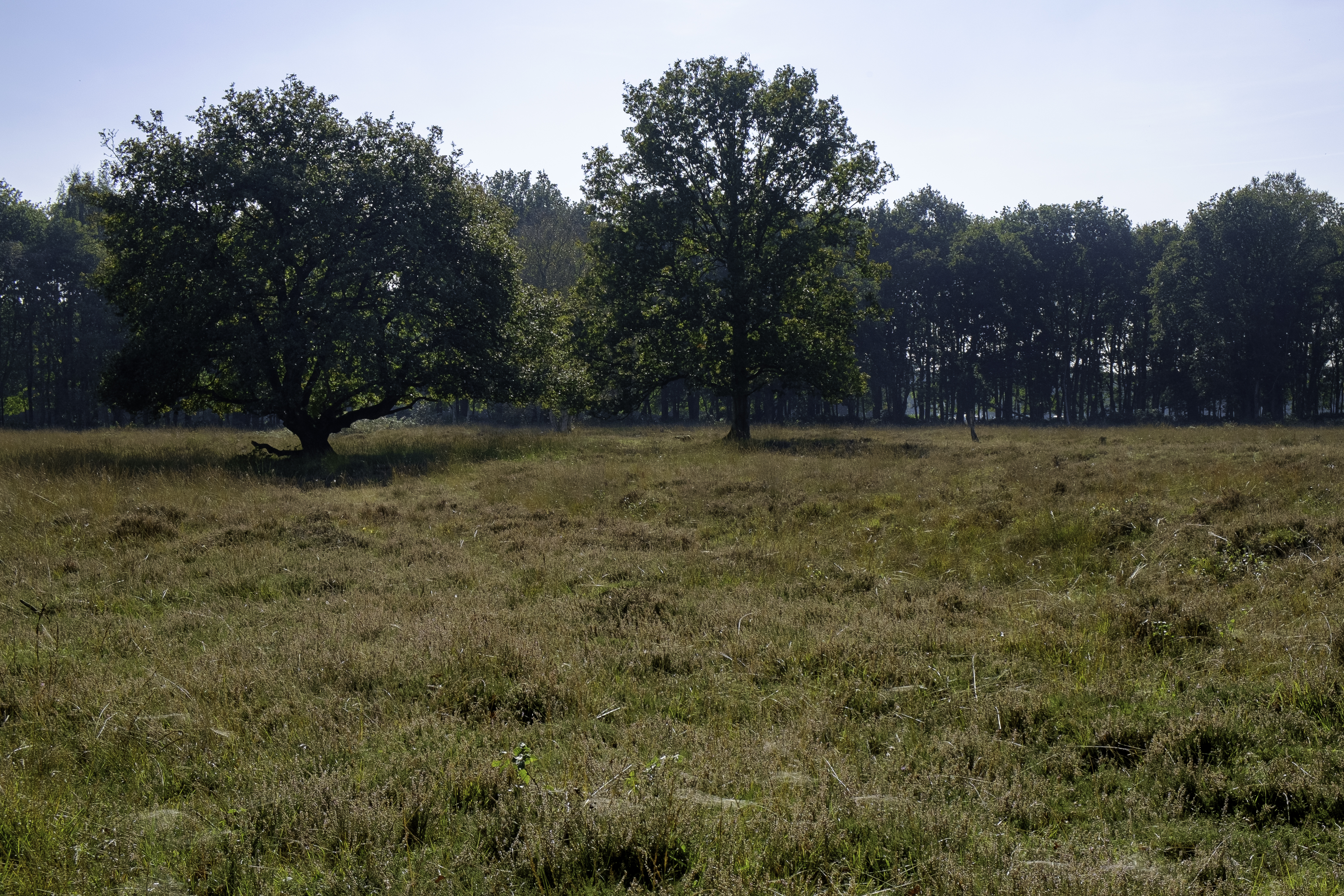
Deel van het heideveld
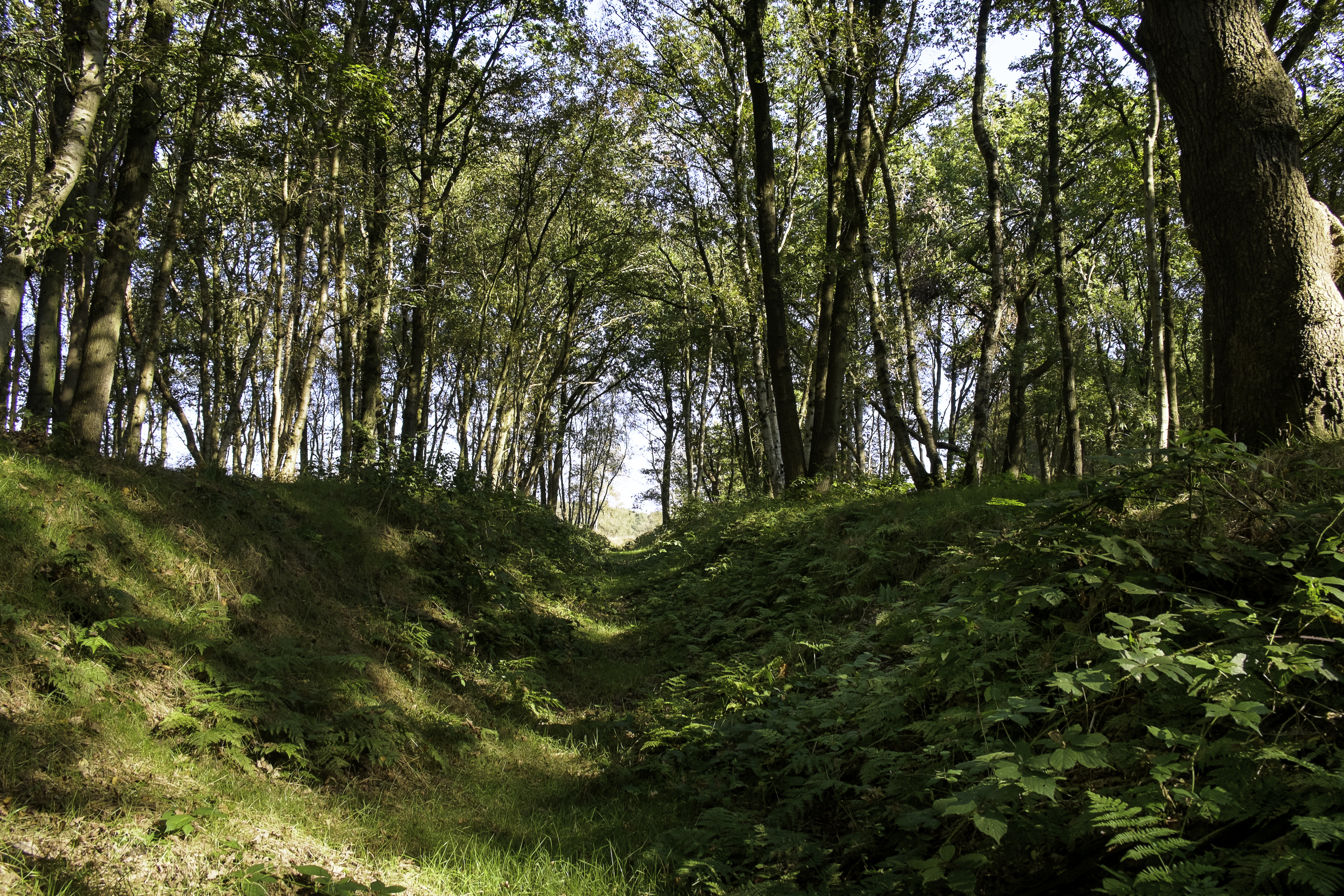
Deel van de tankgracht aan de rand van de Vijftig Bunder
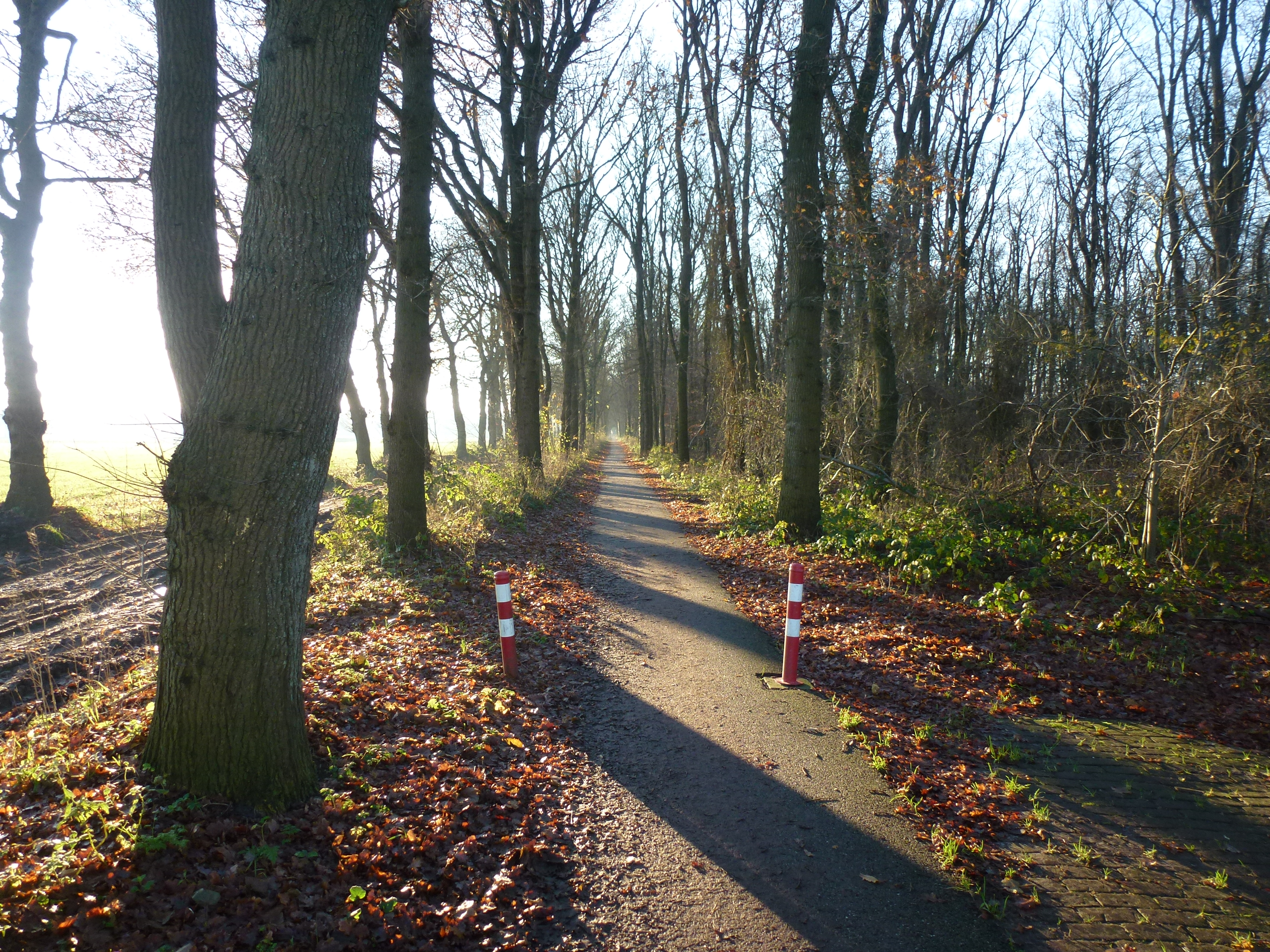
Fietspad langs de Vijftig Bunder
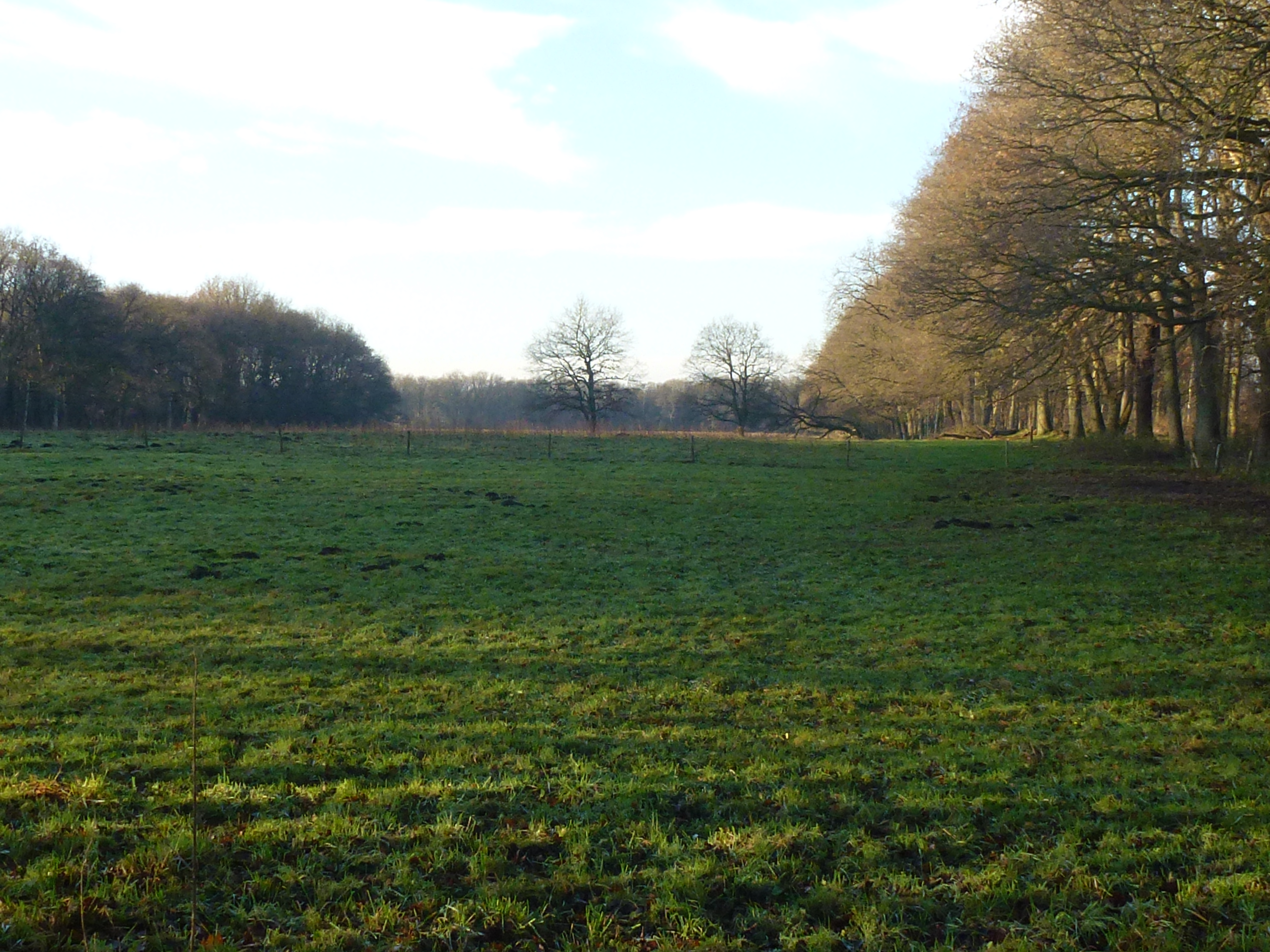
Vijftig Bunder vanaf het fietspad
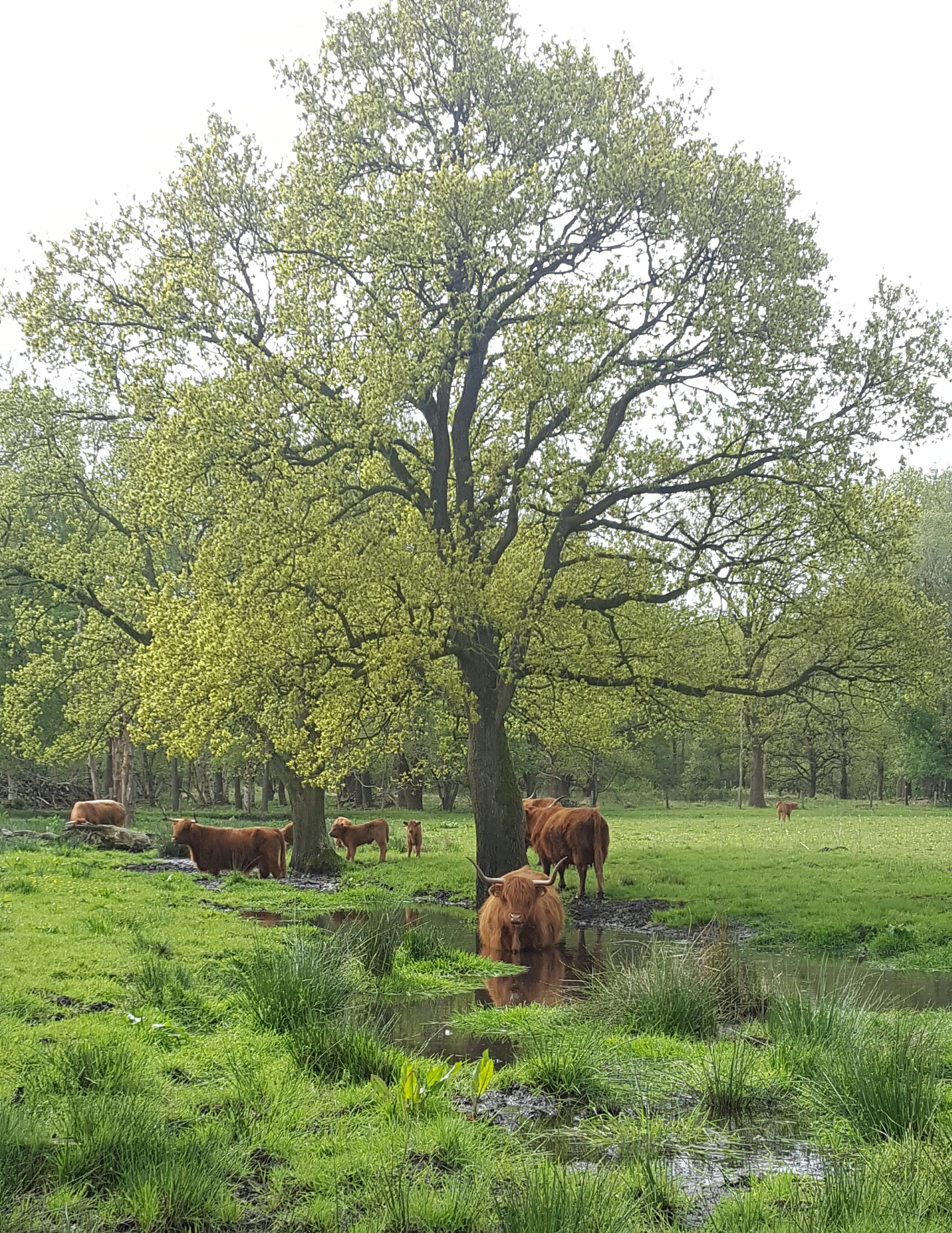
Schotse hooglanders in de Vijftig Bunder